# Serianus salomonensis
Serianus salomonensis es una especie de arácnido del orden Pseudoscorpionida de la familia Olpiidae.

## Distribución geográfica
Se encuentra en las Islas Salomón.